# Palazzina Ricasoli
La palazzina Ricasoli è un edificio civile storico del centro di Firenze, situato in piazza Carlo Goldoni 1, angolo lungarno Amerigo Vespucci 2 e borgo Ognissanti.

## Storia e descrizione

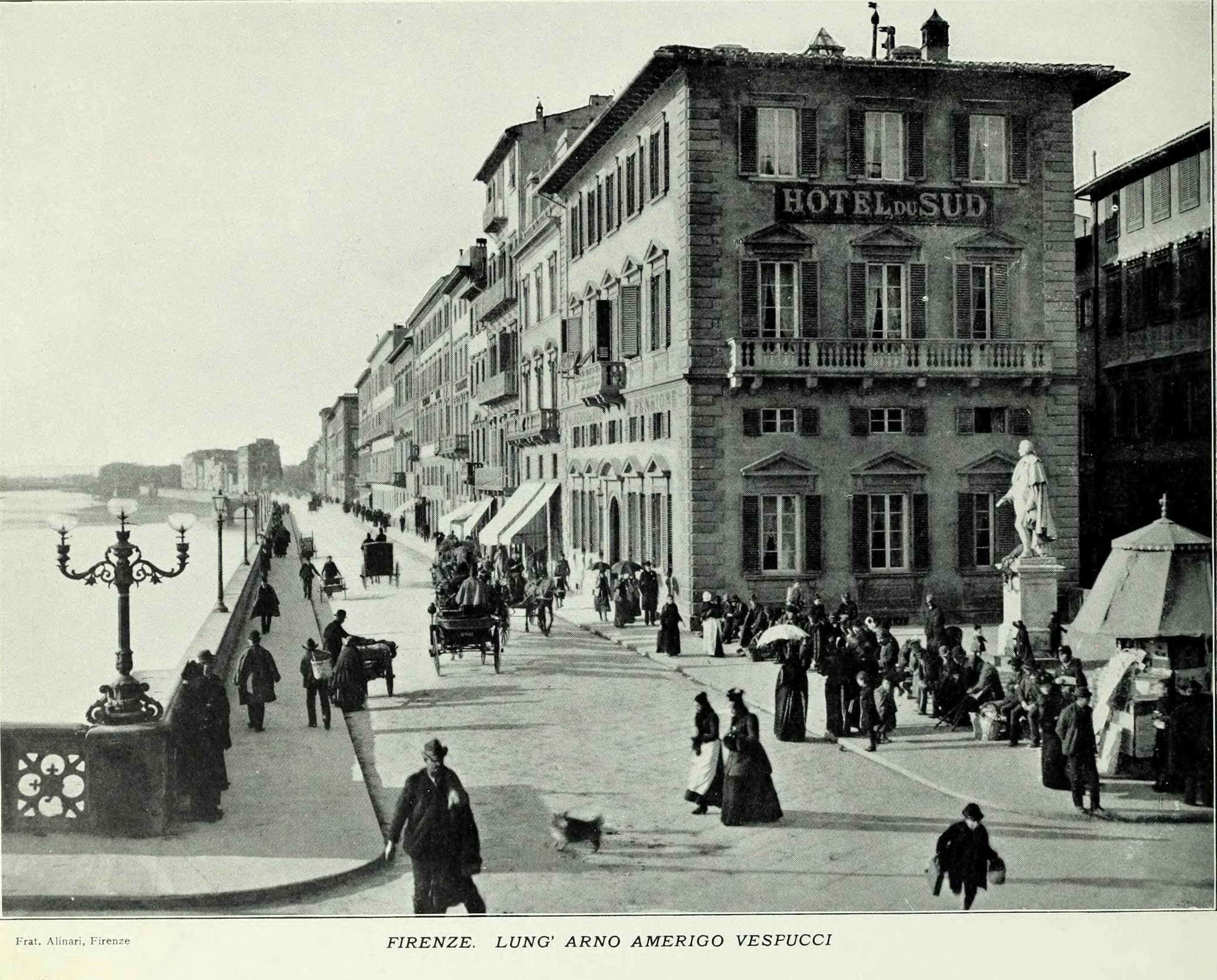
la palazzina verso il 1900, quando era sede dell'Hotel du Sud

L'edificio definisce con tre dei suoi assi un lato di piazza Goldoni, per poi guardare con un fronte di pari dignità, esteso per cinque assi, al fiume. Si tratta di un palazzo edificato attorno al 1856 su committenza dei Ricasoli Firidolfi (già proprietari del palazzo sull'altro lato della piazza) nel luogo dove era la decantata "Vaga Loggia", collegata al palazzo principale da un tunnel sotterraneo, poi un 'villino' e una casa degli stessi Ricasoli, gestiti nella prima metà dell'Ottocento da un certo signor Faini quali dépendance dello stesso palazzo Ricasoli quando questo era noto come Hotel New York (è da ricordare come il palazzo fosse messo in comunicazione con questi edifici e con il relativo giardino sull'Arno tramite un percorso sotterraneo). 
La nuova residenza fu eretta su progetto degli architetti Felice Francolini e Pietro Mario Conti, nell'ambito del più complesso intervento di urbanizzazione e riconfigurazione di quest'area della città (avviato a partire dal 1849 su progetto generale dell'ingegnere comunale Federico Gatteschi affiancato dallo stesso Felice Francolini), e più in particolare di creazione del lungarno Nuovo (1853-1855), ora intitolato ad Amerigo Vespucci, che comportò la drastica riduzione verso l'Arno delle precedenti proprietà. 
Nella seconda metà dell'Ottocento l'edificio (in continuità con la precedente storia del luogo) si caratterizzò per essere sede di alberghi (Hotel du Sud e successivamente Albergo Bristol), condividendo in questo la sorte di buona parte dei palazzi che seguono, affacciati sul fiume e aperti alla luce. Rispetto all'odierno edificio i disegni di progetto conservati presso l'Archivio Storico del Comune di Firenze mostrano una diversa soluzione per i balconi (previsti in muratura e oggi caratterizzati da più leggere ringhiere in ferro) e uno sviluppo di soli tre piani. Che il quarto piano sia frutto di una soprelevazione successiva sembra suggerirlo anche il diverso materiale utilizzato per la realizzazione della bugnatura angolare, inferiormente in pietra naturale (nonostante le integrazioni e le tinteggiature), superiormente modellata in malta. 
Sul fianco che guarda a borgo Ognissanti è una lapide con una doppia memoria scritta in latino (già trascritta da Francesco Bigazzi): si ricorda anzitutto come nel luogo fosse la casa dove abitò e morì nel 1826 il famoso incisore di gemme Giovanni Antonio Santarelli, quindi si riferisce di come la residenza fosse stata riedificata e ampliata dai Ricasoli Firidolfi nel 1856. 
| ANTONIVS · SANTARELLIVS GEMMARVM FORMARVMQVE · NVMIS · MISSILIBVS · FERIVNDIS CAELATOR · EXIMIVS HAS · AEDES · INCLVIT · IN · IISDEM · OBIIT III · KAL · IVN · AN · M · DCCC · XXVI AN · AVTEM · M · DCCC · LVI ALBERTVS · RICASOLIVS · FIRIDOLFIVS IN · HANC · SPECIEM AMPLIFICANDO · REFECIT |

Traduzione: «Antonio Santarelli, incisore eccellente di gemme, stampi e medaglie da conio, abitò questa casa e qui morì il 30 maggio 1826. Nel 1856 Alberto Ricasoli Firidolfi la restaurò e ampliò donandole questo aspetto».
Nel 2012 l'immobile è stato oggetto di un intervento di manutenzione ordinaria alle facciate su progetto e direzione dei lavori dell'architetto Francesco Genovese. Ancora oggi l'edificio mantiene in parte la destinazione ricettiva che lo caratterizzò nell'Ottocento.